# Çiftlik, Karlıova
Çiftlikköy là một xã thuộc huyện Karlıova, tỉnh Bingöl, Thổ Nhĩ Kỳ. Dân số thời điểm năm 2010 là 52 người.